# Peacock (Streaminganbieter)
Peacock ist ein US-amerikanischer Video-on-Demand-Dienstleister von NBCUniversal, einem Tochterunternehmen von Comcast.  

## Geschichte
Am 14. Januar 2019 gab NBCUniversal bekannt, 2020 einen eigenen Over-the-top-Anbieter zu starten, der Produktionen aus den Portfolios der Universal Studios und Universal Television, wie beispielsweise The Office, Parks and Recreation, Happy Tree Friends und Mr. Griffin – Kein Bock auf Schule, sowie Eigenproduktionen enthält.

## Verfügbarkeit
Der Streaming-Service startete für Kabelkunden von Comcast am 15. April 2020, offiziell am 15. Juli 2020 in den Vereinigten Staaten, und wurde nach dem NBC-Logo benannt.
Am 29. Juli 2021 gaben Comcast und Sky bekannt, dass Peacock im vierten Quartal 2021 in Österreich, Deutschland, Irland, Italien, der Schweiz und im Vereinigten Königreich auf den Markt kommen und für alle Sky Q- und Sky Ticket- (in Deutschland), Sky X- (in Österreich) bzw. Sky Show- (in der Schweiz) Kunden kostenlos verfügbar sein wird. Die Integration fand jedoch in Deutschland und Österreich nicht wie zuerst angekündigt 2021, sondern erst am 25. Januar 2022 statt. Die Schweiz folgte am 2. März 2022. Bereits Ende 2022 wurde der Streamingdienst über Sky wieder eingestellt.

### Liste
| Tag der Einführung | Land / Region           | Anmerkung                                      |
| ------------------ | ----------------------- | ---------------------------------------------- |
| 15. Juli 2020      | Vereinigte Staaten      | bereits ab 15. April 2020 über Kabel (Xfinity) |
| 16. November 2021  | Vereinigtes Königreich  | über Sky                                       |
| 16. November 2021  | Irland                  | über Sky                                       |
| 15. Februar 2022   | Italien                 | über Sky                                       |
| 2. März 2022       | Schweiz                 | über Sky                                       |
| 20. September 2022 | Dänemark                | ersetzte Paramount+; als SkyShowtime           |
| 20. September 2022 | Finnland                | ersetzte Paramount+; als SkyShowtime           |
| 20. September 2022 | Norwegen                | ersetzte Paramount+; als SkyShowtime           |
| 20. September 2022 | Schweden                | ersetzte Paramount+; als SkyShowtime           |
| 25. Oktober 2022   | Niederlande             | als SkyShowtime                                |
| 25. Oktober 2022   | Portugal                | als SkyShowtime                                |
| 14. Dezember 2022  | Bosnien und Herzegowina | als SkyShowtime                                |
| 14. Dezember 2022  | Bulgarien               | als SkyShowtime                                |
| 14. Dezember 2022  | Kroatien                | als SkyShowtime                                |
| 14. Dezember 2022  | Montenegro              | als SkyShowtime                                |
| 14. Dezember 2022  | Serbien                 | als SkyShowtime                                |
| 14. Dezember 2022  | Slowenien               | als SkyShowtime                                |
| 14. Februar 2023   | Albanien                | als SkyShowtime                                |
| 14. Februar 2023   | Tschechien              | als SkyShowtime                                |
| 14. Februar 2023   | Kosovo                  | als SkyShowtime                                |
| 14. Februar 2023   | Nordmazedonien          | als SkyShowtime                                |
| 14. Februar 2023   | Rumänien                | als SkyShowtime                                |
| 14. Februar 2023   | Slowakei                | als SkyShowtime                                |
| 14. Februar 2023   | Ungarn                  | als SkyShowtime                                |
| 14. Februar 2023   | Polen                   | als SkyShowtime                                |
| 28. Februar 2023   | Andorra                 | als SkyShowtime                                |
| 28. Februar 2023   | Spanien                 | als SkyShowtime                                |